# Erogos
Erogos（エロゴス）は、ゆい工房のアダルトゲームブランド。低価格帯でアニメーションを使用した作品を制作していた。

## 沿革
ジャム・クリエーションなどの下請け制作を行っていたゆい工房が、2004年に『らぶフェチ』シリーズの制作に伴って発足させたブランドである。代表者は星野健一。制作作品のすべてに監督として遠藤汐を迎えている。アニメーション、低価格、毎月販売、初巻にDVD-BOXを付属させる、ゲームタイトルがターゲット層になっているなどの販売戦略を取っており、他のアダルトゲームブランドとは一線を画している。この販売方式はアダルトゲーム業界内へ衝撃を与え、特に低価格帯のシリーズ化や毎月販売というスタンスは、その後を追う形で数社が追従した。
2010年現在では監督の遠藤汐と牧だいきちら主要スタッフが、代表者1名を残して離脱・離散した状態にある。スケジュール、マーケティングアイデア、品質管理と言った側面を彼らに依存している制作体制だったため、今後の動向は不明。同様に公式サイトも更新が止まっているが、作品のダウンロード販売は続いている。

## 作品一覧
らぶフェチシリーズ
まほ☆たま
キャラクターデザイン・作画監督は牧だいきち。独特の絵柄で、従来の作品と違う特徴を持っている。また、作品内容もスラップスティックラブコメディと謳っている。
- スク水編
- 手コキ編
- おっぱい編
- おしゃぶり編
- みみっ子編

淫シリーズ
キャラクターデザイン・作画監督は牧だいきち。同じ人物によるデザインだが、前作と違う方向性を持っている。
- 淫乱痴漢電車
- 淫縛監禁調教
- 淫辱淫肛開発
- 淫乱露出調教
- 淫獄公衆輪姦
- 特濃生中出し